# 瓜亚沃
瓜亚沃（法語：Goyave，法語發音：[ɡwajav]）是法国海外省瓜德罗普的一个市镇，属于巴斯特尔区。

## 地理
瓜亚沃（16°8'0"N, 61°34'18"W）面积59.91 平方千米，位于法国海外省瓜德罗普。
与瓜亚沃接壤的市镇（或旧市镇、城区）包括：珀蒂堡、卡佩斯泰尔贝洛、维约萨比唐。
瓜亚沃的时区为UTC−04:00（大西洋时区）。

## 行政
瓜亚沃的邮政编码为97128，INSEE市镇编码为97114。

## 政治
瓜亚沃所属的省级选区为珀蒂堡县。

## 人口

1962-2008年间瓜亚沃人口变化图示

瓜亚沃于2022年1月1日时的人口数量为7640人。